# Erik Gustaf Gyllenheim
Erik Gustaf Gyllenheim (född Ingman), född 1773 i Vänersborgs församling, död 23 september 1825 i Vänersborgs församling, var en svensk jurist och ämbetsman. 

## Biografi
Erik Gustaf Gyllenheim föddes 1773 i Vänersborgs församling. Han var son till rådmannen Anders Fredrik Ingman och Anna Margareta Gyllenberg. Gyllenheim blev 1791 student vid Lunds universitet och avlade 13 december juridisk examen. Han blev 1792 auskultant i Göta hovrätt och 1796 blev han vice häradshövding. År 1797 blev han extra ordinarie kanslist i justitierevisionsexpeditionen och 1801 krigsfiskal vid svenska flottan. Gyllenheim blev 31 juli 1811 häradshövding i Tössbo och Vedbo härader.
Gyllenheim arbetade sedan som generalauditör hos fältmarskalken Hans Henric von Essen och fortsatte sedan tjänstgöring hos kronprinsen Kristian 1814. Han fick 17 januari 1815 generalauditörs namn, heder och värdighet. Gyllenheim adlades 11 december 1821 med namnet Gyllenheim och introducerades som nummer 2290 den 21 december 1822. Han avled barnlös 1825 i Vänersborgs församling och slöt själv sin ätt.
Den 6 oktober 1824 donerade Gyllenheim en summa pengar, vars årliga avkastning gick till underhåll av Vänersborgs läroverks bibliotek, stipendium till lärjungar och uppfostran av fattiga barn.